# Sölvesborgs GoIF
Sölvesborgs GoIF, SGIF, är en fotbollsklubb från Sölvesborg i Blekinge. Klubben bildades den 13 oktober 1915 och spelar idag i Division 3. Hemmamatcherna spelas på idrottsanläggningen Svarta Led. SGIF har två herrlag, A-laget och SGIF U.

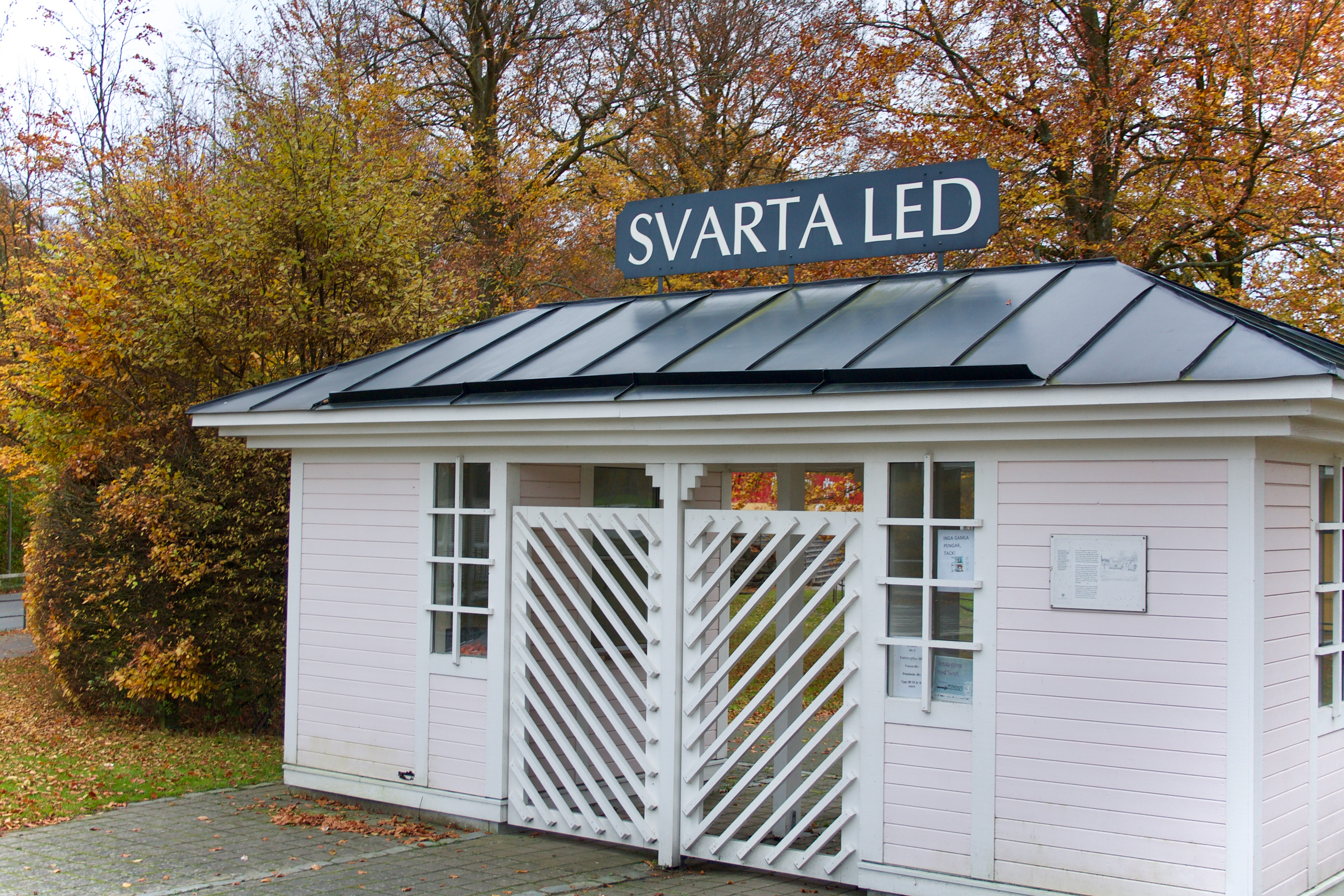
Hemmaarenan Svarta Leds huvudentre.

Den före detta Kalmarspelaren Abiola Dauda spelade tidigare för SGIF och gjorde säsongen 2007 23 mål på 25 matcher för klubben.
Viktiga spelare i dagens trupp är Victor Svensson, Fredrik "Tyson" Bertilsson och Martin Rantanen. Klubben driver även en stor ungdomsverksamhet, med 400 ungdomar.
SGIF:s matchställ består av svarta tröjor, vita byxor och vita strumpor.

## Spelare fostrade i SGIF
- David Löfquist
- Alexander Malmström
- Amanda Ilestedt